# 东夷校尉
东夷校尉，又称护东夷校尉，是三國時代曹魏时设立的现时辽东地区的最高军事长官，后演变为高句丽国王的头衔之一。
曹魏初年一度在襄平设置东夷校尉，统帅辽东、昌黎、玄菟、带方、乐浪五郡，承认公孙度自立的平州，由其世袭管理，后撤销，其地划归幽州。及司马懿灭公孙渊后，重新设立护东夷校尉，居襄平，负责统领东北各民族。
东晋太兴初年，末任晋人东夷校尉崔毖被慕容廆逼走，逃入高句丽。北魏世祖拓跋焘于435年封高句丽长寿王的封号中包括护东夷中郎将，后历代高句丽国王的封号中均有类似官职。

## 长官
- 文鴦：太康中[1]－永平元年三月辛卯（291年4月23日）[2]

## 其他
- 曹魏行政區劃#幽州
- 燕国 (三国)
- 幽州 (古代)#魏晉
- 西晉幽州行政區劃
- 西晉平州行政區劃
- 北魏行政區劃